# Stazione di Viterbo Porta Romana
La stazione di Viterbo Porta Romana è una delle stazioni ferroviarie a servizio della città di Viterbo. La stazione è ubicata lungo la ferrovia Roma - Capranica - Viterbo ed è servita dalla linea regionale FL3. Prende il nome dalla vicina porta Romana.

## Strutture e impianti
La stazione dispone di un fabbricato viaggiatori che ospita la sala d'attesa, i servizi igienici e il bar.
I primi tre binari sono dotati di banchina ed utilizzati per il servizio viaggiatori, gli altri vengono utilizzati solo per l'eventuale ricovero dei mezzi. Il binario di corretto tracciato è il terzo, da cui partono la maggior parte dei treni. La banchina che serve il secondo ed il terzo binario è raggiungibile tramite attraversamenti a raso.
L'impianto è classificato da RFI nella categoria "Silver".

## Movimento
Nella stazione fermano tutti i treni regionali per Roma.
La tipica offerta nelle ore di morbida dei giorni lavorativi è di un treno ogni ora per Roma Ostiense (in alcuni orari Roma Tiburtina) con dei treni di rinforzo nelle ore di punta. Nei giorni festivi l'offerta scende ad un treno ogni due ore.
La maggior parte delle corse provenienti da Roma si attesta in questa stazione senza proseguire per Viterbo Porta Fiorentina per evitare la chiusura del passaggio a livello immediatamente precedente la stazione di Porta Fiorentina, che comporta pesanti conseguenze per il traffico cittadino. I collegamenti da e per Viterbo Porta Fiorentina sono concentrati nelle parti iniziale e finale della giornata.

## Servizi
La stazione dispone di:
- Biglietteria automatica[5]
- Sala d'attesa
- Servizi igienici
- Bar

## Interscambi
- Fermata autobus COTRAL
- Fermata autobus urbani